# Luigi Pagliuca
Luigi Pagliuca (Prato, 29 agosto 1979) è un allenatore di calcio ed ex calciatore italiano, di ruolo centrocampista, allenatore dell'under-18 del Verona.

## Carriera

### Giocatore

#### Gli inizi e la promozione con il Prato
Iniziò nell'Ambrosiana, società dilettantistica di Prato, poi crebbe nelle giovanili della Fiorentina dal 1991. Dopo sette anni nelle giovanili viola, nel 1998-1999 passò in compartecipazione all'Arezzo, dove debuttò nel calcio professionistico. La squadra era allenata da Serse Cosmi  e si trovava in Serie C1. In tutto il campionato giocò 10 partite, realizzando il primo gol in carriera il 2 maggio 1999 in Varese-Arezzo (1-1). Tornato a Firenze, grazie al riscatto effettuato dalla società gigliata, trascorse la stagione ancora nel campionato primavera, collezionando però quasi 10 presenze in panchina tra campionato e Champions League sotto la guida tecnica di Giovanni Trapattoni.
Nell'estate del 2000 venne acquistato dall'Ancona (Serie B) e subito ceduto al Montevarchi, militante in Serie C2, dove fu titolare fisso fino alla fine del mese di febbraio.
Per la stagione 2001-02, fu acquistato dalla squadra della sua città, il Prato. Realizzò una doppietta dalla distanza nel derby di Coppa Italia Pistoiese-Prato (2-3); in campionato, dove fu titolare fisso con 32 presenze e 3 gol, il club ottenne la promozione in Serie C1 con 2 giornate d'anticipo.

#### L'approdo in Serie A al Perugia e l'infortunio al Catania
Nell'estate del 2002 segnò su punizione da 30 metri alla neonata Florentia Viola nel derby di Coppa Italia Serie C, terminato 1-3 per il Prato. Durante l'ultimo giorno di mercato lo acquistò in compartecipazione il Perugia, portandolo in Serie A, dove debuttò il 6 ottobre; l'allenatore era Serse Cosmi, già avuto come mister ad Arezzo. Il 19 aprile segnò la sua prima (e unica) rete in Serie A, con un tiro a giro da fuori area contro l'Atalanta (1-0).
All'inizio della stagione successiva, dopo il riscatto effettuato da parte del Perugia, giocò due spezzoni nella Coppa Intertoto, che vide gli umbri tra i vincitori, facendoli approdare al primo turno di Coppa UEFA. Pagliuca, però, fu ceduto in prestito nell'altra società di proprietà di Luciano Gaucci, il Catania, militante in Serie B. Un infortunio al ginocchio lo mise subito fuorigioco il 7 settembre, durante la prima giornata di campionato: partito titolare, fu costretto a uscire dopo 5 minuti. Il graduale ritorno in campo cominciò dalla metà di febbraio.

#### Verona, Spezia, Triestina, Cesena, Taranto
Rientrato al Perugia, nell'estate del 2004 fu ceduto al Verona (Serie B) in uno scambio di compartecipazioni con Nicola Diliso.
Scarsamente impiegato, a gennaio passò in prestito in Serie C1, allo Spezia, dove ebbe altri problemi fisici e non fu protagonista della vittoria in Coppa Italia Serie C della squadra, dal momento che non scese mai in campo nella competizione.
Per la stagione successiva il Verona, pur non depositando alcuna offerta "alle buste", risolse a suo favore la compartecipazione con il Perugia, in quanto anche gli umbri non erano interessati a riscattare il giocatore. Dopo una presenza in Coppa Italia, Pagliuca venne ceduto alla fine del mercato alla Triestina (Serie B), dove, nella parte centrale della stagione, ritrovò più continuità di utilizzo, con la squadra che raggiunse la salvezza nonostante l'avvicendarsi di 5 allenatori sulla panchina.
Nell'estate del 2006 passò al Cesena, sempre nella serie cadetta, tramite uno scambio con Lorenzo Rossetti. Dopo un inizio di stagione positivo, si infortunò una prima volta alla fine di novembre, rimanendo fuori un paio di mesi, fino poi alla rottura del ginocchio occorsa in occasione di Napoli-Cesena del 28 aprile, che lo tenne fermo per tutta la stagione successiva, in cui i romagnoli retrocessero.
Svincolato, firmò per la stagione 2008-09 con il Taranto, militante in Lega Pro Prima Divisione. Alcuni intoppi fisici fecero sì che collezionasse solo poche presenze, fino alla rescissione del contratto che avvenne nel mese di gennaio.

#### Ritorno al Prato e conclusione della carriera
Sempre nel mese di gennaio del 2009, venne ufficializzato il suo ritorno al Prato. Nella squadra laniera (Lega Pro Seconda Divisione), allenata da Corrado Orrico, scese in campo solo due volte in quella seconda parte di stagione, frenato dai problemi fisici.
Nelle due stagioni successive riuscì ad avere una buona continuità di utilizzo e il 16 gennaio 2011, quasi otto anni dopo la sua ultima rete, tornò al gol in L'Aquila-Prato (0-2). Ne realizzò altri due nella stagione regolare, fino ai play-off, persi in finale contro la Carrarese (anche se il Prato poi fu comunque promosso). A fine stagione rimase svincolato.
Il bilancio complessivo con il Prato è di 89 presenze e 9 reti.
Nel novembre 2011, dopo alcuni mesi di inattività a seguito della scadenza del suo contratto con i biancazzurri, firmò con il Jolly e Montemurlo, squadra della provincia pratese militante nel campionato di Eccellenza. Dopo sole 2 presenze, il 3 dicembre rescisse il contratto e pose fine alla sua carriera di calciatore.

### Allenatore
Dopo alcune esperienze con squadre giovanili, nella stagione 2018/2019 diventa allenatore del Viareggio e nella stagione successiva del Ponsacco.
L'8 luglio 2021 è ingaggiato come allenatore del Prato, il successivo 28 settembre, dopo due sconfitte nelle prime due giornate di campionato e le critiche del direttore generale Reggiani, viene esonerato.
Il 15 luglio 2022 inizia la stagione come vice allenatore di Bocchetti nella squadra primavera del Verona. Il successivo 13 ottobre con l'esonero di Gabriele Cioffi da allenatore della prima squadra e la nomina al suo posto di Bocchetti, guida la squadra primavera nella partita di campionato contro la Roma. Dopo pochi giorni diventa collaboratore tecnico di Bocchetti in prima squadra, ruolo confermato anche con il successivo arrivo di Zaffaroni ad affiancare Bocchetti sprovvisto di patentino. Il 7 agosto successivo è nominato tecnico dell'Under-18 del Verona.

## Statistiche

### Presenze e reti nei club
| Stagione        | Squadra            | Campionato      | Campionato | Campionato | Coppe nazionali | Coppe nazionali | Coppe nazionali | Coppe continentali | Coppe continentali | Coppe continentali | Altre coppe | Altre coppe | Altre coppe | Totale | Totale |
| Stagione        | Squadra            | Comp            | Pres       | Reti       | Comp            | Pres            | Reti            | Comp               | Pres               | Reti               | Comp        | Pres        | Reti        | Pres   | Reti   |
| --------------- | ------------------ | --------------- | ---------- | ---------- | --------------- | --------------- | --------------- | ------------------ | ------------------ | ------------------ | ----------- | ----------- | ----------- | ------ | ------ |
| 1998-1999       | Arezzo             | C1              | 10         | 1          | CI-C            | 4               | 0               | -                  | -                  | -                  | -           | -           | -           | 14     | 1      |
| 1999-2000       | Fiorentina         | A               | 0          | 0          | CI              | 0               | 0               | UCL                | 0                  | 0                  | -           | -           | -           | 0      | 0      |
| ago.-set. 2000  | Ancona             | B               | 0          | 0          | CI              | 0               | 0               | -                  | -                  | -                  | -           | -           | -           | 0      | 0      |
| set. 2000-2001  | Montevarchi        | C2              | 26         | 0          | CI-C            | 0               | 0               | -                  | -                  | -                  | -           | -           | -           | 26     | 0      |
| 2001-2002       | Prato              | C2              | 32         | 3          | CI+CI-C         | 3+3             | 2+0             | -                  | -                  | -                  | -           | -           | -           | 38     | 5      |
| ago. 2002       | Prato              | C1              | 0          | 0          | CI-C            | 3               | 1               | -                  | -                  | -                  | -           | -           | -           | 3      | 1      |
| 2002-2003       | Perugia            | A               | 18         | 1          | CI              | 3               | 0               | -                  | -                  | -                  | -           | -           | -           | 21     | 1      |
| lug.-ago. 2003  | Perugia            | A               | 0          | 0          | CI              | 0               | 0               | Int+CU             | 2+0                | 0                  | -           | -           | -           | 2      | 0      |
| Totale Perugia  | Totale Perugia     | Totale Perugia  | 18         | 1          |                 | 3               | 0               |                    | 2                  | 0                  |             | -           | -           | 23     | 1      |
| 2003-2004       | Catania            | B               | 9          | 0          | CI              | 0               | 0               | -                  | -                  | -                  | -           | -           | -           | 9      | 0      |
| 2004-gen. 2005  | Verona             | B               | 3          | 0          | CI              | 0               | 0               | -                  | -                  | -                  | -           | -           | -           | 3      | 0      |
| gen.-giu. 2005  | Spezia             | C1              | 3          | 0          | CI-C            | 0               | 0               | -                  | -                  | -                  | -           | -           | -           | 3      | 0      |
| ago. 2005       | Verona             | B               | 0          | 0          | CI              | 1               | 0               | -                  | -                  | -                  | -           | -           | -           | 1      | 0      |
| Totale Verona   | Totale Verona      | Totale Verona   | 3          | 0          |                 | 1               | 0               |                    | -                  | -                  |             | -           | -           | 4      | 0      |
| 2005-2006       | Triestina          | B               | 20         | 0          | CI              | 0               | 0               | -                  | -                  | -                  | -           | -           | -           | 20     | 0      |
| 2006-2007       | Cesena             | B               | 20         | 0          | CI              | 2               | 0               | -                  | -                  | -                  | -           | -           | -           | 22     | 0      |
| 2007-2008       | Cesena             | B               | 0          | 0          | CI              | 0               | 0               | -                  | -                  | -                  | -           | -           | -           | 0      | 0      |
| 2008-gen. 2009  | Taranto            | 1D              | 4          | 0          | CI+CI-LP        | 1+1             | 0               | -                  | -                  | -                  | -           | -           | -           | 6      | 0      |
| gen.-giu. 2009  | Prato              | 2D              | 2+0        | 0          | CI-LP           | 0               | 0               | -                  | -                  | -                  | -           | -           | -           | 2      | 0      |
| 2009-2010       | Prato              | 2D              | 22         | 0          | CI+CI-LP        | 0+0             | 0               | -                  | -                  | -                  | -           | -           | -           | 22     | 0      |
| 2010-2011       | Prato              | 2D              | 17+3       | 3+0        | CI-LP           | 4               | 0               | -                  | -                  | -                  | -           | -           | -           | 24     | 3      |
| Totale Prato    | Totale Prato       | Totale Prato    | 73+3       | 6          |                 | 13              | 3               |                    | -                  | -                  |             | -           | -           | 89     | 9      |
| nov.-dic. 2011  | Jolly e Montemurlo | Ecc.            | 2          | 0          | CI-T            | 0               | 0               | -                  | -                  | -                  | -           | -           | -           | 2      | 0      |
| Totale carriera | Totale carriera    | Totale carriera | 188+3      | 8+0        |                 | 25              | 3               |                    | 2                  | 0                  |             | -           | -           | 218    | 11     |

## Palmarès

### Giocatore

#### Club

##### Competizioni nazionali
- Campionato italiano Serie C2: 1

Prato: 2001-2002 (girone A)
- Coppa Italia Serie C: 1

Spezia: 2004-2005

##### Competizioni internazionali
- Coppa Intertoto UEFA: 1

Perugia: 2003